# Mihoreni, Herța
Mihoreni, întâlnit și sub forma Petrașivca, (în ucraineană Петрашівка, transliterat Petrașivka, în rusă Петрашовка) este un sat reședință de comună în raionul Herța din regiunea Cernăuți (Ucraina). Are 2,008 locuitori, preponderent români.
Satul este situat la o altitudine de 346 metri, în partea de sud-vest a raionului Herța.

## Istorie
Localitatea Mihoreni a făcut parte încă de la înființare din Principatul Moldovei. Prima atestare documentară a satului are loc în anul 1460, numindu-se Mihoreni (în ucraineană Міхорень). După Unirea Principatelor Române la 24 ianuarie 1859, a intrat în componența statului român. 
Acest teritoriu nu a făcut parte niciodată din regiunea Basarabia sau din regiunea Bucovina, ci din regiunea cunoscută astăzi sub denumirea de Ținutul Herța și care a aparținut Moldovei și apoi României, până la cel de-al doilea război mondial.
În perioada interbelică, satul Mihoreni a făcut parte din componența României, în Plasa Herța a județului Dorohoi. Pe atunci, populația era formată aproape în totalitate din români.
Ca urmare a Pactului Ribbentrop-Molotov (1939), Basarabia și Bucovina de Nord au fost anexate de către URSS la 28 iunie 1940. Cu toate acestea, deși nu era prevăzută nici în Pactul Ribbentrop - Molotov și nici în notele ultimative sovietice din 26 iunie 1940 decât cedarea celor două teritorii mai sus-amintite și care nu făcuseră parte din Vechiul Regat, trupele sovietice au săvârșit un abuz prin încălcarea termenilor ultimatumului și au ocupat și un teritoriu cu o suprafață de 400 km² și o populație de aproximativ 50.000 de locuitori din Vechiul Regat, teritoriu cunoscut astăzi sub denumirea de Ținutul Herța. Sovieticii au afirmat ulterior că au ocupat acest teritoriu din cauza unei erori cartografice, deoarece Stalin trăsese pe hartă o linie de demarcație cu un creion gros de tâmplărie.
Reintrat în componența României în perioada 1941-1944, Ținutul Herța a fost reocupat de către URSS în anul 1944 și integrat în componența RSS Ucrainene. Cu toate că Tratatul de Pace de la Paris din 10 februarie 1947 a menționat ca "frontiera sovieto-română este fixată în conformitate cu acordul sovieto-român din 28 iunie 1940", URSS-ul a refuzat să restituie României Ținutul Herța .
Începând din anul 1991, satul Mihoreni face parte din raionul Herța al regiunii Cernăuți din cadrul Ucrainei independente. La recensământul din 1989, numărul locuitorilor care s-au declarat români plus moldoveni era de 1.694 (1.688+6), reprezentând 98,60% din populația localității . În prezent, satul are 2.008 locuitori, preponderent români.

## Demografie
Componența lingvistică a comunei Mihoreni
     Română (98,9%)
     Alte limbi (1,05%)
Conform recensământului din 2001, majoritatea populației comunei Mihoreni era vorbitoare de română (98,9%), existând în minoritate și vorbitori de alte limbi.
1989: 1.718 (recensământ)
2007: 2.008 (estimare)

## Obiective turistice
- Biserica de lemn cu hramul "Sf. Arhanghel Mihail" - construită în anul 1663; are și o clopotniță de lemn [6]
- Biserica nouă cu hramul "Sf. Mihail" - construită în anul 1995 [7]
- Muzeul satului Mihoreni - înființat în anul 1990, prezintă aspectele istorice și etnografice ale satului [8]

## Personalități
- Longhin Jar (n. 1965), fondatorul Mănăstirii Bănceni, episcop vicar al Arhiepiscopiei Cernăuților;
- Airini Gheorghe - doctor în științe medicale, or. Paris, Franța;
- Luncașu Mihail – doctor în științe biologice, or. Chișinău, Republica Moldova;
- Jar Mihail - doctor în științe matematice, or. Toliatti, Federația Rusă;
- Agafița Vladimir – doctor în științe matematice, or. Chișinău, Republica Moldova;
- Grib Liviu - cardiolog, doctor în științe medicale, or. Chișinău, Republica Moldova;
- Calamanciuc Gheorghe – poet, dramaturg, or. Bălți, Republica Moldova;
- Foloșnea Gheorghe – doctor în științe medicale;
- Pleșca Radu – fondator al întreprinderii «PIKo Invest»;
- Pleșca Ion – director al întreprinderii «PIKo Invest».
- Pleșca Constantin - director al întreprinderii "PIKo Invest"
- Gheorghe Calamanciuc- scriitor, publicist, poet, dramaturg;